# Neytiri
Neytiri te Tskaha Mo'at'ite est un personnage de l'univers fictif Avatar. Elle est la princesse Na'vi du clan Omaticaya. Elle est la deuxième fille d'Eytukan et Mo'at.
Neytiri rencontre Jake Sully dans une forêt de Pandora, se portant à son secours alors qu'il est attaqué par une meute de loups-vipères. Elle devient ensuite le professeur de Jake dans la voie des Na'vis et l'aide à acquérir les connaissances qui lui permettront d'être reconnu par le clan Omaticaya comme un de leurs membres. Ils tombent peu à peu amoureux et confirment leur union sous l'Arbre des Voix. Neytiri se bat aux côtés de Jake dans l'assaut sur l'Arbre-Maison et le sauve dans son combat à mort avec le colonel Miles Quaritch en tuant ce dernier.
Elle sera la future Tsahìk du clan, avec Jake comme Olo'eyktan. Avec Jake comme père, elle devient la mère de trois enfants biologiques : Neteyam, Lo'ak et Tuktirey, ainsi que la mère adoptive de Spider et Kiri. Plus tard, Neytiri, Jake et leur famille doivent fuir leur clan Omaticaya et trouvent refuge auprès du clan Metkayina. Elle affrontera à nouveau Quaritch et plusieurs de ses soldats revenus en tant que Recombinés.
Le personnage est interprété par Zoe Saldaña dans Avatar, Avatar : La Voie de l'eau et Avatar: Fire and Ash.